# Amerikaansche meisjes
Amerikaansche meisjes, ook bekend als Artistenwereld, is een Nederlandse stomme film uit 1918 onder regie van Maurits Binger en Louis Davids. Internationaal staat de film bekend als American Girls. Er wordt vermoed dat de film verloren is gegaan.

## Verhaal
Beppie, Margie en Lola zijn de drie dochters van miljonair Brown. Onder begeleiding van hun tekendocente Polly gaan ze op reis naar Amsterdam, waar ze alle drie vallen voor de charmes van operette-tenor Adelqui, de galant van de befaamde filmdiva Anny. Ze sluiten een weddenschap af wie als eerste de relatie van Adelqui en Anny kan breken om vervolgens zelf achter hem aan te gaan. Ze schakelen de hulp van dezelfde detective in om zo zelfverzekerd mogelijk over te komen. Deze is echter niet thuis als hij wordt bezocht. Tinus, de huisknecht van de detective, besluit voor zijn baas in te vallen en helpt de dames.
Als de meiden eenmaal voorbereid zijn, spreken ze af dat ze vier weken de tijd hebben Adelqui voor zich te winnen. Beppie wordt uitgekozen als de eerste vrouw om haar charmes te gebruiken. Ze weet indruk te maken op hem, maar verpest haar kansen bij een souper. Hierna is het aan Lola om haar slag te slaan. Ze sluit zich aan bij een operette-troep om dichter bij Adelqui te raken. Net zoals bij haar voorgangster gaat ook Lola uiteindelijk de mist in. Alle hoop wordt gevestigd op Margie. Margie gaat naar een feest in het Café de Paris om Adelqui te verleiden. Hoewel ze veel concurrentie heeft van andere jongedames, weet ze zijn aandacht te krijgen. Het lijkt erop dat ze een koppel zullen worden, totdat een Amerikaanse man in beeld komt en haar kansen verpest.

## Rolbezetting
| Acteur           | Personage            |
| ---------------- | -------------------- |
| Beppie de Vries  | Beppie               |
| Margie Morris    | Margie               |
| Lola Cornero     | Lola                 |
| Adelqui Migliar  | Adelqui              |
| Annie Bos        | Anny                 |
| Jan van Dommelen | Jan Dommel           |
| Louis Davids     | Verschillende rollen |
| Cor Smits        | Miljonair Brown      |
| Paula de Waart   | Polly Dewar          |

## Achtergrond
Het grootste gedeelte van de medespelers hielden hun eigen naam aan voor de rol die ze speelden. Regisseur Louis Davids vervulde verscheidene gastverschijningen. Hij was in elf vermommingen te zien, waaronder als amateurdetective, gouvernante, hulppianist van het Rembrandttheater, dokter, gids, politieagent, toneelknecht, kruier, straatveger, badmeester in Zandvoort en kelner. De film werd op locatie opgenomen in onder andere het Rembrandttheater en het Hotel de l'Europe. De meeste scènes werden opgenomen in Amsterdam. De overige opnames vonden plaats in Zandvoort en Volendam.
Een exclusieve première vond op 4 november 1918 plaats in het Centraal Theater in Amsterdam. De liedjes werden er live gezongen door enkele castleden, onder wie Margie Morris, Lola Cornero en Antoinette Sohns. Pas op 11 april 1919 werd de film voor het eerst voor het publiek vertoond. Het werd een groot succes en bracht veel geld op. Menig critici spraken er positief over, met enkele negatieve kritieken over de originaliteit.